# Episodi di Chicago Justice
La prima e unica stagione della serie televisiva Chicago Justice, composta da 13 episodi, è stata trasmessa sul canale statunitense NBC, dal 1º marzo al 14 maggio 2017.
In Italia la stagione ha debuttato il 30 giugno 2017 in un crossover con le serie Chicago Fire e Chicago P.D. sul canale a pagamento Premium Crime; i successivi episodi sono stati trasmessi dal 4 ottobre al 20 dicembre 2017.
| nº | Titolo originale      | Titolo italiano               | Prima TV USA   | Prima TV Italia  |
| -- | --------------------- | ----------------------------- | -------------- | ---------------- |
| 1  | Fake                  | Falso                         | 1º marzo 2017  | 30 giugno 2017   |
| 2  | Uncertainty Principle | Principio di indeterminazione | 5 marzo 2017   | 4 ottobre 2017   |
| 3  | See Something         | Un futuro brillante           | 7 marzo 2017   | 11 ottobre 2017  |
| 4  | Judge Not             | Mai giudicare                 | 12 marzo 2017  | 18 ottobre 2017  |
| 5  | Friendly Fire         | Fuoco amico                   | 19 marzo 2017  | 25 ottobre 2017  |
| 6  | Dead Meat             | Cadaveri                      | 26 marzo 2017  | 1º novembre 2017 |
| 7  | Double Helix          | Il gene del killer            | 2 aprile 2017  | 8 novembre 2017  |
| 8  | Lily's Law            | La legge di Lily              | 9 aprile 2017  | 15 novembre 2017 |
| 9  | Comma                 | La virgola                    | 16 aprile 2017 | 22 novembre 2017 |
| 10 | Drill                 | Proiettile vagante            | 23 aprile 2017 | 29 novembre 2017 |
| 11 | AQD                   | Danni collaterali             | 30 aprile 2017 | 6 dicembre 2017  |
| 12 | Fool Me Twice         | Inganno doppio                | 7 maggio 2017  | 13 dicembre 2017 |
| 13 | Tycoon                | Il magnate                    | 14 maggio 2017 | 20 dicembre 2017 |

## Falso
- Titolo originale: Fake
- Diretto da: Donald Petrie
- Scritto da: Michael S. Chernuchin

### Trama
Ha inizio il processo a Dylan Oates, il sospettato dell'incendio avvenuto nella ex fabbrica Kimball, in cui hanno perso la vita 39 ragazzi, tra cui Lexi, la figlia di Olinsky. Dawson e Nagel indagano.
- Note: questo episodio conclude un crossover con Chicago P.D. e Chicago Fire, il quale inizia nell'episodio Trappola mortale e continua nell'episodio Vicini nel dolore.

## Principio di indeterminazione
- Titolo originale: Uncertainty Principle
- Diretto da: Norberto Barba
- Scritto da: William N. Fordes

### Trama
L'agente Atwater, dopo una colluttazione, arresta uno spacciatore, Justin Wilkes, il quale, dopo qualche ora, muore dissanguato in ospedale. Le mancate cure ad opera dei paramedici e dei medici verso il ragazzo gli sono fatali, ma l'unico ad essere incriminato sarà Atwater. La comunità nera lo vede come un traditore e diventa il capro espiatorio di un caso che potrebbe provocare una rivolta. Stone vorrebbe incriminare tutti quelli coinvolti, ma il Gran Giurì non accetta la mozione e Atwater è costretto ad ammettere l'omicidio pur di avere una pena inferiore.

## Un futuro brillante
- Titolo originale: See Something
- Diretto da: Fred Berner
- Scritto da: Dick Wolf e Michael S. Chernuchin (soggetto); Michael S. Chernuchin (sceneggiatura)

### Trama
L'ufficio del Procuratore di Stato si trova in una situazione delicata quando uno studente musulmano laureato viene trovato brutalmente assassinato. Stone e Valdez provano a condannare un membro di una confraternita che aveva pregiudizi verso la vittima.

## Mai giudicare
- Titolo originale: Judge Not
- Diretto da: Elodie Keene
- Scritto da: April Fitzsimmons

### Trama
Anna Valdez esce a bere qualcosa con il giudice Kienzie e a fine serata, mentre lei torna alla sua auto, un motociclista spara al giudice. I sospetti si concentrano su alcune vittime di stupro, visto che il giudice aveva concesso una lieve condanna a uno stupratore e quindi si era inimicato molte persone.

## Fuoco amico
- Titolo originale: Friendly Fire
- Diretto da: Stephen Cragg
- Scritto da: Richard Sweren e April Fitzsimmons

### Trama
Trevor, un giovane veterano della Marina viene trovato morto nel suo appartamento dopo aver festeggiato l'addio al celibato. Si scopre che stava scrivendo un libro sui suoi trascorsi nella Marina. Nel suo stomaco viene trovata una chiavetta usb che contiene il video dell'Operazione Omega, una missione di cui hanno fatto parte.

## Cadaveri
- Titolo originale: Dead Meat
- Diretto da: Eriq La Salle
- Scritto da: Lawrence Kaplow

### Trama
Beckett è un macellaio che l'ha già fatta franca in un processo per incendio doloso in cui morì Paul Marcus. Stone scopre che la giuria l'ha fatto assolvere perché lui aveva corrotto una giurata.

## Il gene del killer
- Titolo originale: Double Helix
- Diretto da: Donald Petrie
- Scritto da: Elizabeth Rinehart

### Trama
Una giovane madre single viene trovata morta in un edificio. Le è stato strappato anche il feto che portava in grembo. Il DNA trovato sulla scena del crimine risulta di un serial killer, arrestato tanto tempo fa da Stone.

## La legge di Lily
- Titolo originale: Lily's Law
- Diretto da: Donald Petrie
- Scritto da: Allison Intrieri

### Trama
Lily Spencer viene trovata morta nel fiume. Jaxson Clark, il suo ex compagno e padre di suo figlio, è il primo sospettato. Si scopre infatti che la tormentava di messaggi e faceva di tutto per metterle contro il figlio. Stone, tralasciando le accuse per reati minori nei confronti di Lily, lo accusa direttamente di omicidio.

## La virgola
- Titolo originale: Comma
- Diretto da: Alex Zakrzewski
- Scritto da: Michael S. Chernuchin e Allison Intrieri

### Trama
Durante un gioco di ruolo Kennedy, una studentessa, viene uccisa con la sua stessa pistola. Bethany l'ha uccisa perché temeva che la ricca ragazza a cui il padre ha sempre dato tutto quello che desiderava, avrebbe potuto mettere in cattiva luce e quindi far licenziare il professor Hall, un convinto oppositore delle armi da fuoco.

## Proiettile vagante
- Titolo originale: Drill
- Diretto da: Vincent Misiano
- Scritto da: Richard Sweren

### Trama
Una bambina di dieci anni muore perché colpita da un proiettile vagante. A sparare è stato Keo, un ragazzino di una gang. Tramite i social, la guerra tra questi teppistelli viene alimentata sempre più e Stone, per arginare l'eccessiva violenza, fa bloccare gli smartphone dei membri delle gang.

## Danni collaterali
- Titolo originale: AQD
- Diretto da: Victor Nelli Jr.
- Scritto da: Lawrence Kaplow e Elizabeth Rinehart

### Trama
Jane e' disperata perché qualcuno al telefono le dice che ha rapito sua figlia e le ordina di fare una serie di cose. È talmente sotto choc che investe una persona e non si ferma per prestare i primi soccorsi.

## Inganno doppio
- Titolo originale: Fool Me Twice
- Diretto da: Martha Mitchell
- Scritto da: Bill Chais e William N. Fordes

### Trama
Eric Cates, un amico d'infanzia di Nagel, nonché suo informatore privato, viene trovato ferito da tre colpi di pistola nella sua auto e con della droga a bordo. Nagel e Antonio scoprono che la droga non era sua e che un certo Jerome Creary, capo di una gang, aveva assoldato due uomini per ucciderlo.

## Il magnate
- Titolo originale: Tycoon
- Diretto da: Fred Berner
- Scritto da: Bill Chais

### Trama
Frank Lindel è un grande costruttore immobiliare. In uno dei suoi cantieri una mattina crolla una gru e suo genero muore sul colpo. Stone riesce a incastrarlo dimostrando che l'incidente è stato provocato volontariamente per riscuotere il premio assicurativo.